# Реакція кроскопуляції Бухвальда — Гартвіга

Реакція кроскопуляції Бухвальда — Гартвіга

Реакція кроскопуляції Бухвальда — Гартвіга (англ. Buchwald — Hartwig cross coupling reaction) — каталізоване сполуками металів утворення ариламіну в реакції арилгалогеніду або трифлату з первинним або вторинним аміном.